# 在アラブ首長国連邦日本人
在アラブ首長国連邦日本人（ざいアラブしゅちょうこくれんぽうにほんじん、英語: Japanese people in the United Arab Emirates）では、アラブ首長国連邦で生活する日本人について記述する。
アラブ首長国連邦在住の日本人社会は、海外駐在員とその家族が中心であり、その数は2016年10月現在、3,846人におよび、アフリカ・中近東諸国では最大規模である。

## 概要
アブダビに934人、その他6首長国に2,912人の在留日本人が滞在している（2016年10月現在。なお、3ヵ月以内の旅行者等短期滞在者は除く）。1996年にはその数は1,070人であったが、今では4倍程度にまで急増した。滞在者の多くが日系企業の駐在員であるが、ドバイのリゾート地化や日系企業の進出に伴ってホテルなどの観光業・サービス業の従事者も増えている。ドバイとアブダビには日本人学校も開設されている。
アラブ首長国連邦には在アラブ首長国連邦大使館と在ドバイ総領事館があり、領事事務は大使館にてアブダビ首長国を、総領事館にて他6首長国を所管している。